# 靖辺県
靖辺県（せいへん-けん）は中華人民共和国陝西省楡林市に位置する県。

## 行政区画
- 街道:張家畔街道
- 鎮:東坑鎮、青陽岔鎮、寧条梁鎮、周河鎮、紅墩界鎮、楊橋畔鎮、王渠則鎮、中山澗鎮、天賜湾鎮、小河鎮、竜洲鎮、黄蒿界鎮、海則灘鎮、席麻湾鎮、鎮靖鎮